# Madeleine Ferron
Pour les articles homonymes, voir Ferron.
Madeleine Ferron  (24 juillet 1922 à Louiseville - 27 février 2010 à Québec) est une écrivaine québécoise. Romancière et nouvelliste, elle fut également commissaire gouvernementale et animatrice de radio. Elle a écrit dans plusieurs revues, dont Châtelaine et L'Actualité.

## Biographie
Née à Louiseville,, elle y a complété ses études primaires et ses études secondaires chez les sœurs de Sainte-Anne à Lachine. Elle poursuit ses études en auditeur libre en lettres à l'Université de Montréal et en ethnographie à l'Université Laval.
Elle se marie à Robert Cliche en 1945. Ils ont 3 enfants, dont David Cliche Josée Cliche et Nicolas Cliche. La famille habite Saint-Joseph-de-Beauce plusieurs années.
En 1966, elle publie un premier recueil de nouvelles Cœur de sucre, et, la même année, son premier roman, La fin des loups-garous, qui fait le portrait d'une société en transition, partagée entre un passé religieux étouffant et son besoin d'émancipation. En 1979, elle devient présidente de la Fondation Robert-Cliche pour la protection du patrimoine des Beaucerons.
Souffrant de la maladie d'Alzheimer, elle meurt, à Québec, le 27 février 2010 à l'âge de 87 ans.
Le fonds d'archives de Madeleine Ferron est conservé au centre d'archives de Montréal de Bibliothèque et Archives nationales du Québec.

## Œuvre
« La culture savante ne saurait se couper de la culture traditionnelle sans se priver d'une part essentielle de vérité. »

— Madeleine Ferron
Ferron tente d'analyser lucidement les sentiments souvent troubles de ses personnages littéraires. Elle est la sœur de l'écrivain Jacques Ferron (1921-1985), du médecin et humaniste Paul Ferron (1926-10 août 2007) et de la peintre Marcelle Ferron (1924-2001),.

### Ouvrages publiés
- La Fin des loups-garous, 1966
- Cœur de sucre, 1966 ; version revue et corrigée, 1988
  - (de) extrait: Schulanfang. trad. Thorgerd Schücker. En: Erkundungen. 26 kanadische Erzähler. Volk & Welt, Berlin 1986, pp 82 – 85
- Le Baron écarlate, 1971
- Quand le peuple fait la loi, 1972
- Les Beaucerons, ces insoumis, 1735-1867 : petite histoire de la Beauce, 1974
- Le Chemin des dames, 1977
- Histoires édifiantes, 1981
- Sur le chemin Craig, 1983
- Un singulier amour, 1987
- Le Grand théâtre, 1989
- Adrienne, 1993

## Honneurs
L'Association francophone pour le savoir a tenu un colloque consacré à son œuvre à l'Université du Québec à Rimouski en 2003.
- Chevalier de l'Ordre national du Québec (1992)
- Prix des Éditions La Presse
- Prix France-Québec[4]
- Prix littéraire de la ville de Montréal

### Source bibliographique
- Bernard Beauchemin, Raymonde Labbé et André Garant, Madeleine Ferron - L'insoumise : trois perspectives, Beauceville, Édition Beauce (sous la direction de Gervais Lajoie), décembre 2009, 616 p. (présentation en ligne)